# Michael Burston
Michael "Würzel" Burston (Cheltenham, 23. oktober 1949 – 9. juli 2011) var en britisk sanger og guitarist. Fra 1984 til og med 1995 var han medlem af den britiske heavy metalband Motörhead. 
Burston fik sit kælenavn Würzel mens han var i den britiske hær. Navnet henviser til Worzel Gummidge, et fiktiv personage som han havde nogle lignelser med.
Foremand af Motörhead, Lemmy Kilmister, meddelte på 9. juli 2011 at Burston var død, dog uden at forklare hvordan han døde.
Motörhead tilhører følgende genre: Heavy metal, Speed metal, Hardrock, Punk, Ambient.